# 連邦大学 (ロシア)

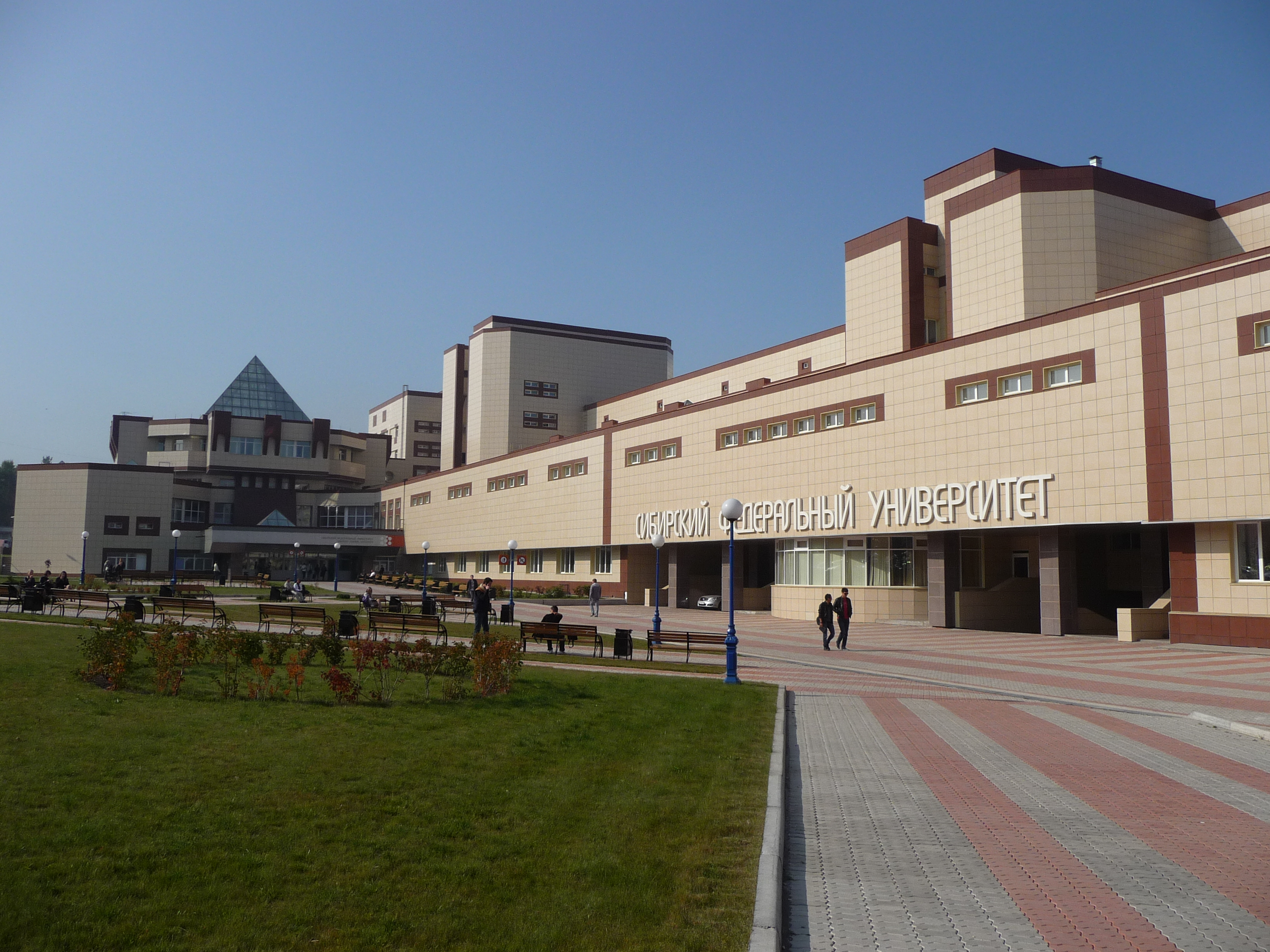
シベリア連邦大学

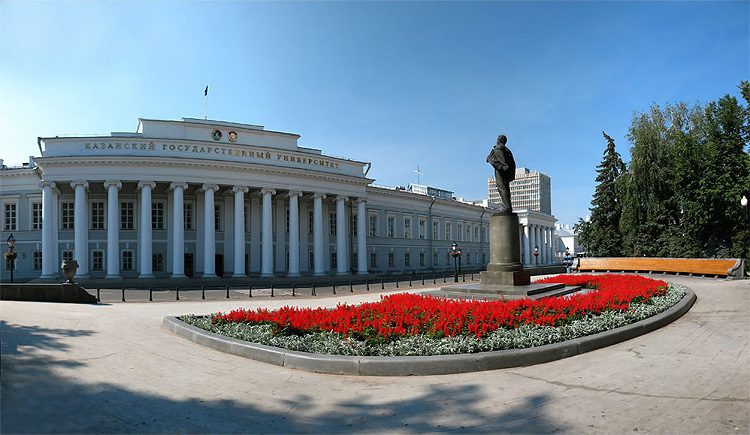
カザン（沿ヴォルガ）連邦大学

連邦大学（れんぽうだいがく、ロシア語: федеральный университет、英語: federal universities）は、ロシア連邦のモスクワ国立大学とサンクトペテルブルク国立大学に範を取り、高レベルの教育プロセス、研究、技術開発を各地域、特に各連邦管区へ展開する目的で設立された高等教育機関（研究所、アカデミー、大学）を指す。

## 背景
ペレストロイカ後も、大学の改革は進められず、ソビエト連邦時代の状態が続いていた。
- 優秀な大学が、ロシアの最西部にあるモスクワとサンクトペテルブルクに集中し過ぎていて、他の地域での研究・教育活動が滞っている。
- 大学が生徒の教育に重点を置き、研究に十分置かれていない。
- 大学が専門分野別に細分化され過ぎていて、最近の研究がしばしば学際で行われることへの対処が難しい。
- 連邦管区・州制度が設立された段階で、アメリカのカリフォルニア大学などの州立大学も参考にする。

こうした中で、21世紀になってアカデミーの改革に次いで、大学の改革がトップダウンで進められた。

## 実施
連邦大学への歩みは、2000年のウラジーミル・プーチンの大統領令に始まっている。その後のロシア連邦教育科学省の構想によると、連邦大学を設立する主な目標は、地域の教育構造を最適化し、高等教育の教育機関と連邦地区の経済および社会圏との関係を強化することに基づいて、高等専門教育システムを開発することである。連邦大学は、革新的なサービスと開発の作成と実施を通じて、連邦管区における競争力のある人的資本の形成と発展にも貢献する。この使命は、有資格者のバランスの取れた提供、連邦管区の領土と地域の社会経済的発展のための主要なプログラム、ならびに科学的、技術的、技術的解決策を組織し、調整することによって実現されるとする。
現在、ロシアには9つの連邦大学がある（下記のクリミア連邦大学を除く）。これらは各地域にあり、各連邦管区の主要大学であり、モスクワ国立大学とサンクトペテルブルク国立大学は含まれていない。
最初の連邦大学は、2006年に既存大学を再編成した結果として組織されたシベリア連邦大学であった。これはシベリア連邦管区クラスノヤルスクにあった3つの大きな大学（クラスノヤルスク国立建築土木大学、クラスノヤルスク国立工科大学、国立非鉄金属大学）をクラスノヤルスク国立大学へ吸収して設立された。
同じく2006年には、南部連邦管区ロストフにあるロストフ国立大学（РГУ）へ他の3つの大学 が合同して、南部連邦大学が設立された。
以上二校は連邦大学の正式な法令を待たずに、開校した。他のすべての連邦大学は、ドミートリー・メドヴェージェフ大統領の時代に設立された。 2008年5月7日、ロシア連邦大統領は「連邦大学に関する法令」に署名し、ロシア連邦政府は、連邦大学の創設と活動の手順を決定する連邦法草案を作成して、州下院に提出するよう指示した。これには新しく極東連邦大学を加えること、既に設立されていたシベリア連邦大学および南部連邦大学、およびその他の連邦大学に関するものであった。翌年の2009年2月24日には、ロシア連邦の連邦法「連邦大学の活動に関するロシア連邦の特定の立法法の改正について」が施行された。
2009年10月21日、ロシア大統領は「北西、ヴォルガ、ウラル、極東連邦管区における連邦大学の創設についての法令」に署名した。 2010年から2011年にかけて、これらの連邦管区に5つの連邦大学が設立された。北西連邦管区の北方(北極)連邦大学、ヴォルガ連邦管区のカザン(ヴォルガ)連邦大学、ウラル連邦管区のウラル連邦大学、極東連邦管区の極東連邦大学および極東連邦管区サハ共和国の北東連邦大学である。
2010年10月13日、ロシア大統領は、バルト連邦大学の創設に関する法令に署名した。 2010年12月30日、ロシア政府の命令によれば、この大学はイマヌエル・カント・ロシア国立大学を基礎に、北西連邦管区のカリーニングラードに設立された。
2011年1月、ウラル連邦管区のチュメニ州知事ウラジミール・ヤクシェフは、ドミートリー・メドヴェージェフ大統領との会合で、チュメニ州における連邦大学の創設の可能性について話し会った。知事は大統領にチュメニ国立大学（ТюмГУ）とチュメニ石油ガス大学の合併について説明した。しかし、これまでのところ、知事が希望する北西連邦大学は設立されていない。
2011年7月18日、ロシア連邦大統領令「北カフカース連邦管区における北カフカース連邦大学の創設について」が署名された。北カフカース連邦大学は、2012年にスタブロポリにあった3つの大学を基礎にして設立されたものである。

## 批判
2014年8月4日、ロシア連邦政府は「すでにロシア連邦へ合併して成立したクリミア共和国のシンフェロポリにあるタヴリダ国立大学、クリミア人文大学、クリミア経済大学、国立環境・リゾート建設アカデミー、クリミア情報・印刷技術研究所、クリミア農業技術大学を合同したクリミア連邦大学を設立した」と称しているが、クリミアのロシアへの合併は国際的には認められておらず、またクリミア国立医学大学の教師陣なども反対を表明している。

## 一覧
次の連邦大学が（ロシア語アルファベット順に）、次の都市、年に設立されている。
1. バルト連邦大学 - カリーニングラード、2010年
2. 極東連邦大学 - ウラジオストク、2010年
3. カザン連邦大学 - カザン、2010年
4. ( クリミア連邦大学 - シンフェロポリ、2014年)
5. 北方（北極）連邦大学 - アルハンゲリスク、2011年
6. 北東連邦大学 - ヤクーツク、2010年
7. 北カフカース連邦大学 - スタヴロポリ、2012年
8. シベリア連邦大学 - クラスノヤルスク、2006年
9. 南部連邦大学 - ロストフ・ナ・ドヌ、2006年
10. ウラル連邦大学 - エカテリンブルク、2010年

## 参照項目
- ロシア教育・科学省
- 5-100プロジェクト (Project 5-100)